# Французи в Бразилия
Французите в Бразилия (на френски: Franco-Brésilien; на португалски: Franco-brasileiro) са етническа група в Бразилия.

## Френска имиграция в Бразилия
От 1819 до 1940 г. в Бразилия имигрират 40 383 французи.
В Бразилия има 592 французи през 1888 г. и 5000 през 1915 г.  Те са втората по големина общност в Южна Америка след тези в Аржентина .

## Френски колонии в Бразилия
- Пирасикаба

## Известни личности
- Лусиу Коща
- Нелсън Пикет
- Нелсиньо Пикет
- Ермано да Силва Рамос